# マーク・マイロッド
マーク・マイロッド（Mark Mylod, 1951年 - ）は、イギリスの映画監督、演出家である。

## 監督作品

### 映画
| 年   | 題名                             |
| ---- | -------------------------------- |
| 2002 | アリ・G Ali G Indahouse          |
| 2005 | ビッグホワイト The Big White     |
| 2011 | 運命の元カレ What's your number? |
| 2022 | ザ・メニュー The Menu            |

### テレビドラマ
- シェイムレス 俺たちに恥はない Shameless (2004)
- アントラージュ★オレたちのハリウッド シーズン3-6 Entourage (2006-2009)
- ユナイテッド・ステイツ・オブ・タラ シーズン1 United States of Tara (2009)
- ワンス・アポン・ア・タイム Once Upon a Time (2011)
- マイノリティ・リポート Minority Report (2015)
- ゲーム・オブ・スローンズ シーズン5-8 Game of Thrones (2015-)
- サクセッション　Succession (2018-2023) 兼製作総指揮 第75回プライムタイム・エミー賞監督賞ドラマシリーズ部門受賞